# Bandarban
Bandarban és una ciutat de Bangladesh, capital del districte de Bandarban i de la upazila de Bandarban. La població estimada és de 32.000 habitants la major part dels quals són de la tribu marma. Hi ha una Institut cultural amb biblioteca i museu. L'hospital de Bandarban dona servei a tot el districte. Hi ha dos palaus reials a la ciutat (ja que dues branques dinàstiques reclamen el tron i cadascuna té el seu propi palau), mesquites, kyangs i un temple dedicat a la deïtat hindú Kali.